# Uleiota planata
Uleiota planata är en skalbaggsart som först beskrevs av Carl von Linné 1761.  Uleiota planata ingår i släktet Uleiota, och familjen smalplattbaggar. Enligt den finländska rödlistan är arten nationellt utdöd i Finland. Enligt den svenska rödlistan är arten otillräckligt studerad i Sverige. Arten förekommer i Götaland, Öland och Svealand samt tillfälligtvis även på Gotland, Nedre Norrland och Övre Norrland. Artens livsmiljö är naturlundskogar.

## Bildgalleri

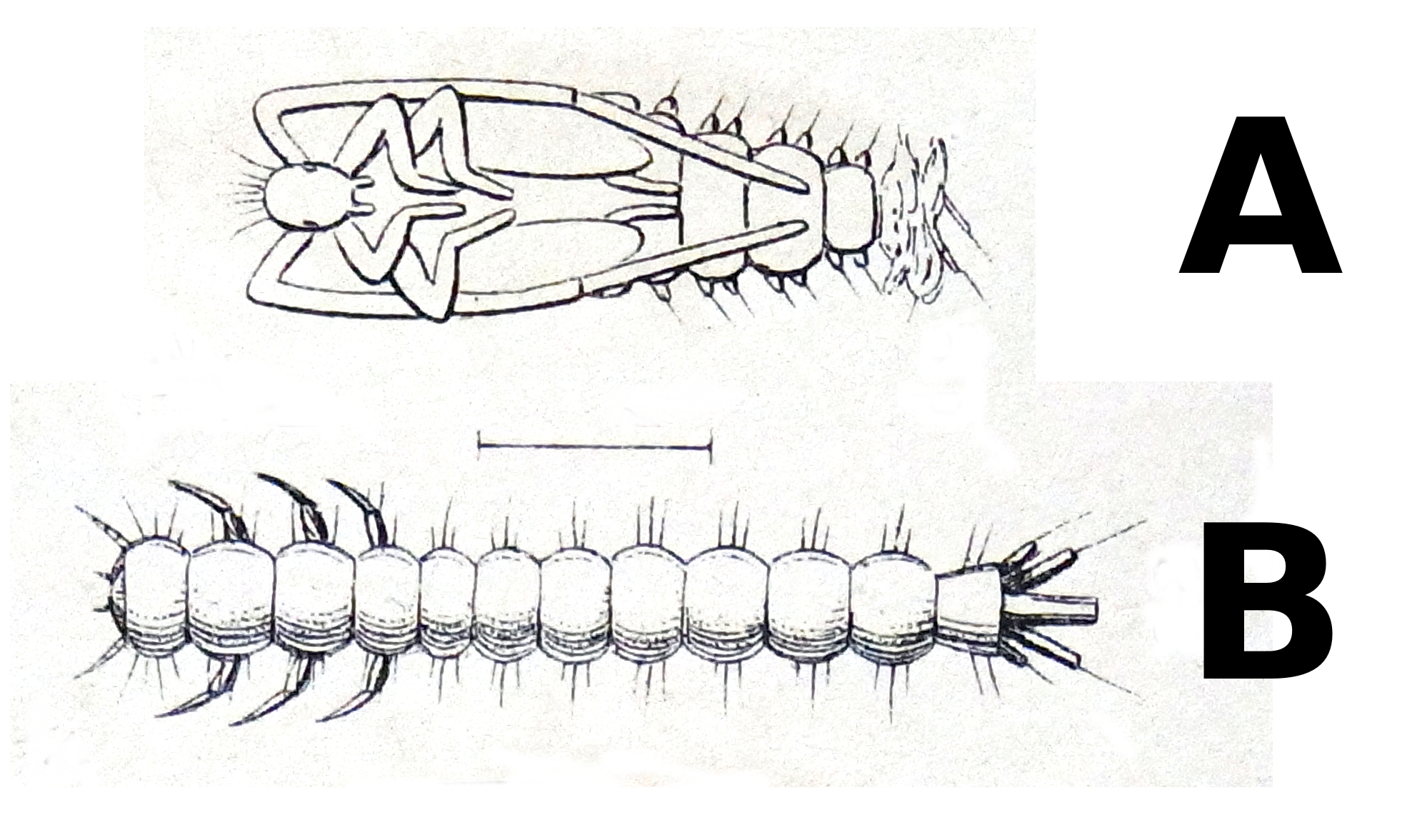
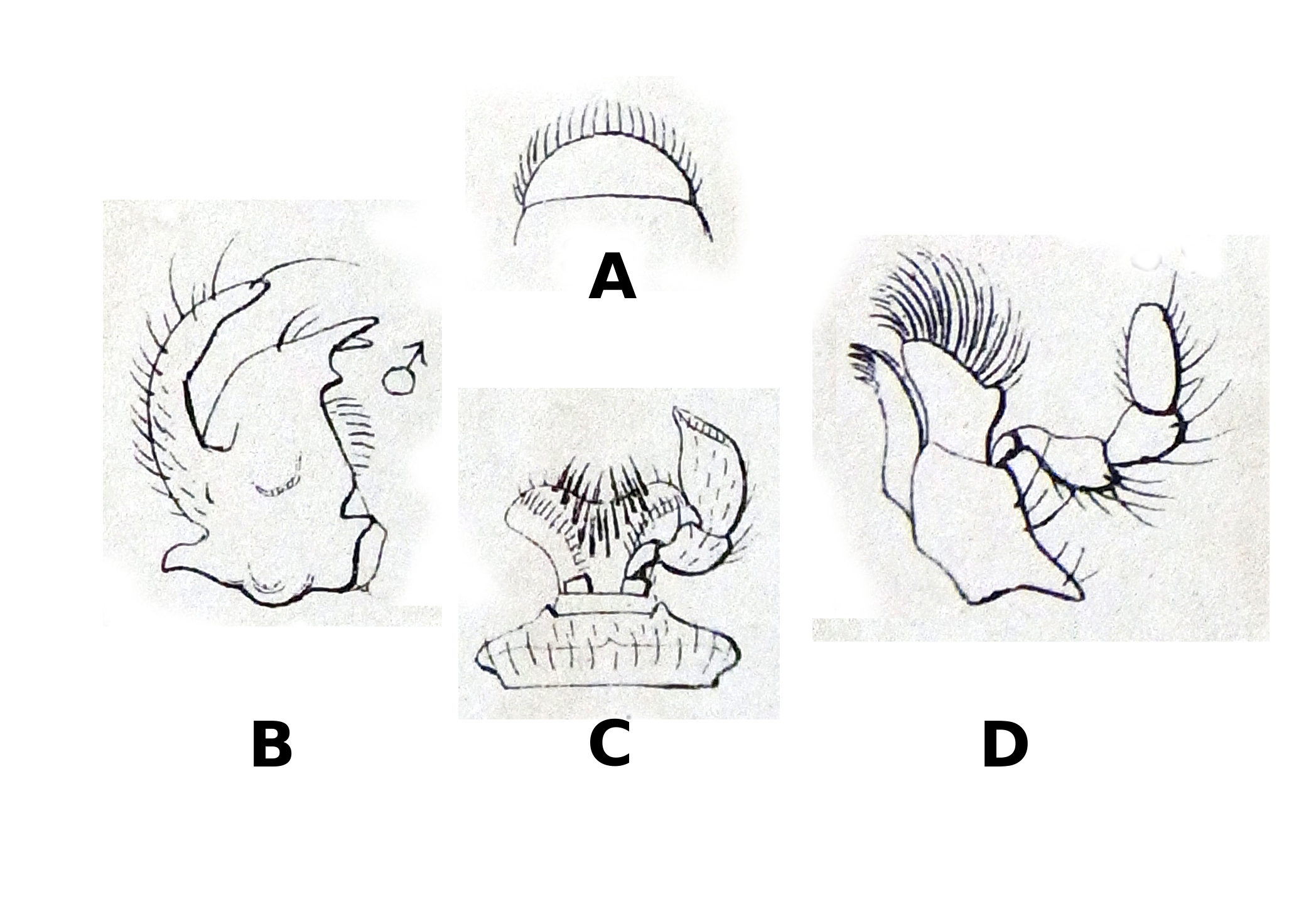
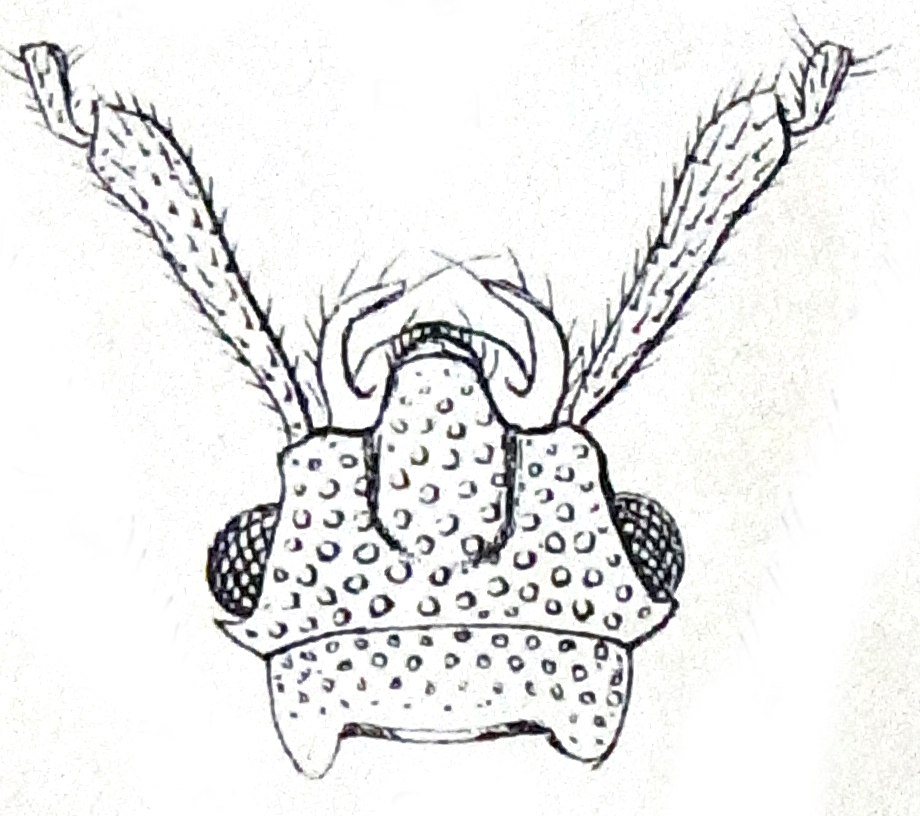
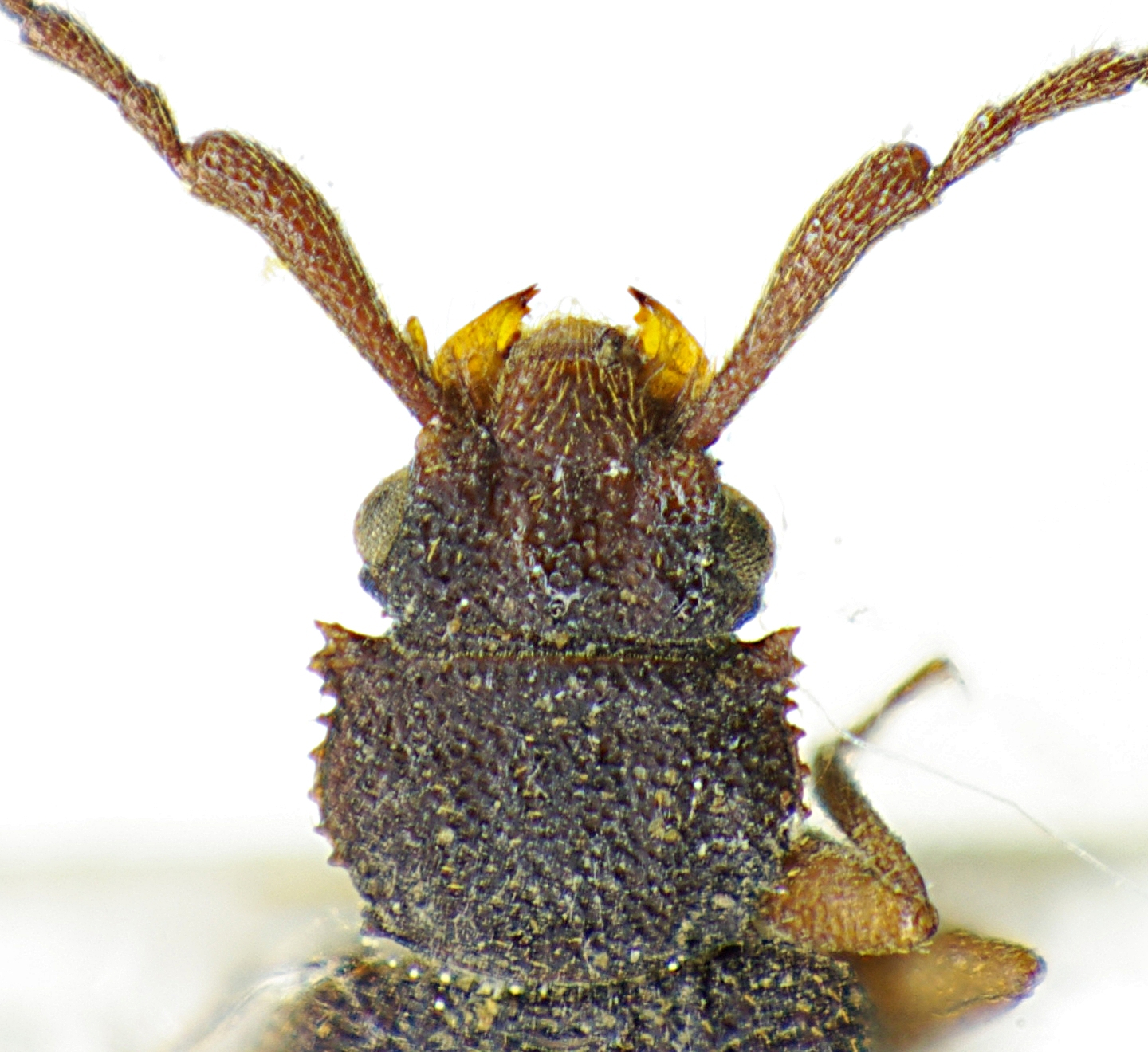
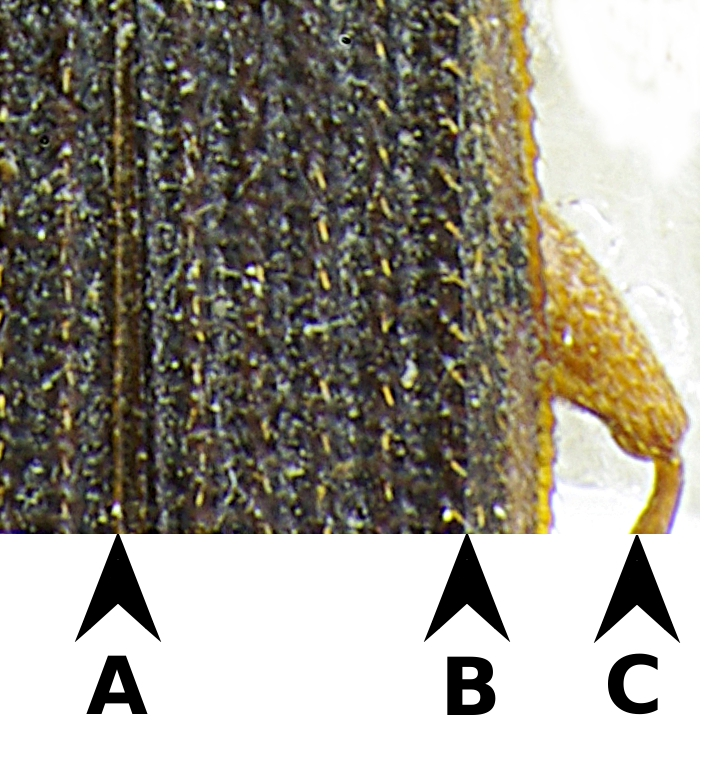